# 킴 파서블
《킴 파서블》(Kim Possible)은 디즈니에서 제작한 TV 애니메이션 시리즈물로 총 87화로 구성되어 있다. 미국에서는 디즈니 채널에서 2002년 6월부터 2007년 9월까지 방영되었고 대한민국에서는 KBS2를 통해 2004년 1월 16일부터 2006년 1월 27일까지 디즈니 만화동산 프로그램에서 《탐정소녀 킴파서블》이라는 제목으로 방영되었다. 디즈니 채널의 밥 슈리와 마크 맥코클에 의해 만들어졌다.
킴 파서블은 2001년 '프라우드 패밀리' 개봉과 월트 디즈니 텔레비전 애니메이션이 제작한 첫 번째 시리즈에 이어 두 번째 애니메이션 디즈니 채널 오리지널 시리즈였다.
미국에서는 방영을 시작한 2002년 이후 10대 사이에서 높은 인기를 보여 시청률 1위를 기록하기도 하였으며, 2005년 데이타임 에미상을 수상하기도 하였다. 또 디즈니 TV 애니메이션 시리즈로는 최초로 영화로도 제작되었다. 한국에서는 KBS2와 디즈니 채널을 통해 청소년과 성인 시청자들로부터 많은 마니아층을 확보하였다. 2018년 2월 7일, 디즈니는 라이브 액션인 "Kim Possible Disney Channel Original Movie"를 진행하였다. 그 영화는 2019년 2월 15일에 초연되었다.

## 세계관
이야기는 세계를 위협하는 악당들과 싸우는 킴 파서블의 모험과 그녀의 학교 생활이 중심이 된다. 킴의 동료는 평생 친구인 론 스타퍼블과 론의 애완동물인 벌거숭이 두더지 쥐 루퍼스이며, 12살의 천재 소년 웨이드가 그들을 지원해주고 킴에게 필요한 장비를 만들어 주고 임무를 주는 역할을 한다.
등장인물이 살고 있는 곳은 미국 어딘가에 있는 미들턴이라는 곳이며, 시리즈의 대부분은 악당들과 싸우는 킴과 그녀가 겪는 10대로서의 일상을 다루고 있다.

## 등장인물

### 킴 파서블
킴 파서블 (Kim Possible)
성우 : 크리스티 칼슨 로마노, 은영선
풀 네임은 킴벌리 앤 파서블 (Kimberly Ann Possible). 미들턴 고등학교에 재학 중인 평범한 붉은 머리의 여고생이다. 학교에서 치어리더를 하고 있으며 평소에는 남들과 같은 학교 생활을 하다 사건이 생기면 임무 수행원이 되어 세계 각국을 돌아다니는데, 특이하게도 일상 생활에서 임무 수행원 신분을 숨기고 다니지 않는다. 우등생이며, 완벽주의자이다. 낮잠 친구들이라는 동물 인형을 좋아한다. 자신이 이 동물 인형을 좋아한다는 사실을 숨기고 싶어 한다.
"무엇이든 할 수 있다" (I'm Kim Possible I can do anything.)를 슬로건으로 하는 자신의 웹사이트 "KimPossible.com"을 만든 것이 임무 수행의 계기가 되었다. 임무 수행의 동료이자 친구인 론과는 유치원 시절부터 제일 친하게 지내다 시즌 4부터 그의 여자친구가 된다.
웹사이트 "KimPossible.com"을 치면 디즈니 채널 홈페이지로 연결된다.

론 스타퍼블 (Ron Stoppable)
성우 : 윌 프리들, 유동균
풀 네임은 로널드 론 스타퍼블 (Ronald Ron Stoppable). 노란 머리에 얼굴에는 주근깨가 있는 평범한 10대 유대인 소년. 미들턴 고등학교 학생으로 킴과는 가장 친한 친구 사이로 지내다 시즌 3 마지막 화에서 그녀의 남자 친구가 된다. 킴 파서블 애니메이션 영화 '소 더 드라마'에서 킴의 남자친구가 된다. 바보같은 동료 역할임에도 불구하고 론 스스로는 자신을 능력있고 세계를 구할 수 있는 영웅으로 생각하지만, 대부분의 실력은 운이 좌우한다. 벌거숭이 뻐드렁니 쥐 루퍼스의 주인이다. 론은 킴에 비해 범죄와의 싸움의 영역 내에서는 훨씬 능력이 떨어지지만, 시리즈를 통해 점차 성숙하고 자신감을 얻음으로써 여러 차례 팀 동료로서의 장점을 입증했다. 론은 다른 등장인물들에게 킴의 범죄와의 싸움에서 유별나게 높은 성공률을 나타내는 중요한 요소로 여겨지고 있으며 요리에도 뛰어난 재능을 가지고 있다.
루퍼스 (Rufus)
성우 : 낸시 카트라이트, 송연희
항상 론과 함께 다니는 애완 벌거숭이 뻐드렁니 쥐. 종종 보통 쥐와는 다르게 론보다 영리한 모습을 보여주어서 대체로 론보다 더 많은 도움이 된다. 론과 마찬가지로 킴 파서블의 동료가 되어 여러 사건에서 활약한다. 론이 루퍼스를 기르게 된 것은 아버지의 동물 털 알레르기 때문에 털이 없는 동물을 고른 것이 계기가 되었다.
웨이드 로드 (Wade Load)
성우 : 타지 모리, 안용욱
아프리카계 미국인인 12살 소년. 이미 고등학교 교육과 대학교 교육을 여덟 달 만에 끝마친 천재 소년이다. 킴 파서블의 웹사이트를 관리하고 있다. 키뮤니케이터 (Kimmunicator)를 통해 킴에게 임무를 주고 관련 정보와 작전, 장비를 지원하는 역할을 맡고 있어서 많은 도움을 준다. 대부분의 시간을 자기 방의 전원을 꺼둔 컴퓨터 앞에서 보내고 있기 때문에 킴이나 론 앞에 실제로 나타나는 일은 드물다. 시즌3에서 유일하게 킴과 론 앞에 나타났다.

### 악당
드라켄 박사 (Dr. Drakken)
성우 : 존 디마지오, 이봉준
본명은 드류 시어도어 립스키 (Drew Theodore P. Lipsky). 세계 정복과 자신이 천재라는 것에 집착하는 푸른 피부를 가진 악당 과학자. 언제나 어설프며 그의 수하인 쉬고가 없으면 어떤 일을 할 수 있을지 의문인 인물. 항상 자신의 일을 방해하는 킴 파서블을 증오하고 있으며 킴의 가장 주요한 상대이다. 킴의 아버지 제임스 파서블와 같은 대학을 나왔다.
쉬고 (Shego)
성우 : 니콜 설리번, 조진숙
초록과 검정으로 된 타이즈와 맑은 옥빛(玉)의 피부가 특징인 여성. 몇 개의 싸움 기술과 자신의 손에 녹색의 불꽃을 일으키는 능력이 있다. 드라켄의 수하로 일하고 있지만 킴에게 있어서는 싸움 실력의 최대 맞수이기에 그녀의 고용주보다 더욱 위험한 인물이다. 본래는 초능력 히어로 팀고의 멤버였으나 자신의 성격에 맞지 않자 탈퇴하여 악당이 되었다.
몽키 피스트 (Monkey Fist)
성우 : 프랭크 웰커, 故 김관진
본래는 영국의 유명한 탐험가 귀족이었으나 유전자를 변이하여 원숭이와 흡사한 외모를 가지게 된 원숭이 닌자단의 두목. 원숭이 권법의 달인으로 킴 파서블을 이용하여 신비의 몽키 파워를 갖게 되었다. 똑같은 힘을 얻게 된 론이 주요한 상대이다. 유일하게 론의 이름을 기억하는 악당이다.
더프 킬리건 (Duff Killigan)
성우 : 브라이언 조지
스코틀랜드 태생의 전직 프로 골퍼로 난폭한 성격을 이유로 전 세계의 골프장에서 추방 당했다. 스스로를 "세상에서 가장 위험한 골퍼"라 칭하며 킬트를 입은 남성이다. 세계 각국에 불법으로 무기를 판매하는 무기밀매상. 자신의 무기는 골프 클럽으로 폭발하는 골프 공을 쳐서 킴을 노린다. 킬트 복장 때문에 이상한 사람으로 오해받는 것을 굉장히 싫어한다.
세뇨르 시니어 시니어 (Señor Senior, Senior)
성우 : 리카르도 몬탈반
글로벌 기업 총수. 론의 제안으로 악당이 되어 엄청난 재력을 이용하여 세계 정복을 꿈꾸지만 악당으로서의 능력은 어설프다.
세뇨르 시니어 주니어 (Señor Senior, Junior)
성우 : 네스터 카보넬
세뇨르 시니어의 아들. 아버지의 범죄 계획보다는 파티와 외모에 관심이 많다. 팝 스타가 되는 것을 목표로 하고 있으며 도덕적인 편이 아니어서 아버지의 범죄 계획을 이용해 자신의 목표를 달성하고자 하는데, 둔하고 힘이 약해 계획을 망치기도 한다.

### 친구 및 가족
모니크 (Monique)
성우 : 레이븐 시몬, 정현경
킴과 가장 친한 동성 친구로 힙합 스타일의 억양을 구사하며 단어를 이니셜로 축약해 부르는 버릇이 있다. 종종 남자친구 운이 없는 것을 불평하며 킴에게 학교 생활에 대해 많은 조언을 해준다. 론을 괴짜로 생각하여 킴과의 사이를 견제하고 있다. 싸움 실력은 없지만 종종 킴의 임무를 도와주기도 한다. 또한 뛰어난 패션 감각을 가지고 있어 킴과 루퍼스의 전투 복장을 제작해주기도 한다. 의상실 클럽 바나나의 아르바이트생이기도 하다.
보니 록웰러 (Bonnie Rockwaller)
성우 : 크리스틴 스톰스, 정현경
킴의 동급생으로 킴과 함께 치어리더부에서 활동하고 있다. 학교 생활에 있어서 킴과는 라이벌 관계이기에 사이가 좋지 않다.
버킨 선생님 (Steve Barkin)
성우 : 패트릭 워버튼, 故 김관진
미들톤 고등학교의 교장이자 여러 과목의 임시 선생님. 학교에서 있는 거의 모든 일에 관여하고 있는 학교의 마당발이다. 군인 출신이어서 규칙에 엄격하고 고집스럽고 딱딱한 성격을 가졌다.
제임스 파서블 박사 (Dr. James Timothy Possible)
성우 : 게리 콜, 故 김관진
킴의 아버지인 로켓 과학자. 킴을 어린 애라고 생각하지만 딸의 이야기를 잘 들어주며 "파서블 가문에 불가능은 없다"라는 말버릇이 있다.
앤 파서블 박사 (Dr. Ann Possible)
성우 : 진 스마트, 이진화
킴의 어머니인 뇌과 의사. 가족에게 조언을 아끼지 않는 자상한 여성이다. 킴의 어머니답게 붉은 머리, 비슷한 외모를 가졌다.
짐 파서블, 팀 파서블 (Jim and Tim Possible)
성우 : 숀 플레밍 (1-3), 스펜서 폭스, 이진화, 송연희
킴의 똑똑하지만 성가신 쌍둥이 동생들. 자신들이 발명한 로켓과 기계를 집에서 시험하다 사고를 치기도 한다. 말버릇으로는 자신들이 고안해낸 "히카 비카 부(hicka-bicka-boo)"와 "후샤(hoosha)"가 있다.
스타퍼블 가족 (The Stoppables)
론의 가족들은 보험 회계사인 아버지, 어머니, 론, 그리고 후에 입양하는 여동생 한나로 구성되어 있다.